# Decreto Imperial n.º 523 de 1847 (Brasil)
O Decreto Imperial n.º 523 de 1847, aprovado em 20 de julho daquele ano, foi um decreto do Imperador D. Pedro II, redigido pelo então ministro dos Negócios do Império, Francisco de Paula Sousa e Melo, que criou o cargo de Presidente do Conselho de Ministros do Império do Brasil. O ocupante do cargo, equivalente ao de primeiro-ministro nos regimes parlamentaristas, era escolhido pelo Imperador, detentor do Poder Moderador. Cabia ao presidente escolhido, então, formar um gabinete e convocar eleições gerais que, baseadas em fraudes e no mandonismo da época, dariam a seu partido a maioria na Câmara dos Deputados. Além disso, o cargo seria responsável, de facto, pelo Poder Executivo do país, ainda que a Constituição de 1824 atribuísse essa prerrogativa ao monarca.
O decreto, na prática, instituiu o parlamentarismo no Brasil, ainda que posteriormente conhecido como "parlamentarismo às avessas", pois era diferente do sistema britânico que lhe serviu de inspiração. O primeiro Presidente do Conselho de Ministros foi Manuel Alves Branco, 2º Visconde de Caravelas (ver Gabinete Alves Branco) e o último foi Afonso Celso de Assis Figueiredo, Visconde de Ouro Preto (ver Gabinete Ouro Preto), ambos membros do Partido Liberal.

## Decreto
Crea hum Presidente do Conselho dos Ministros.

Tomando em consideração a conveniencia de dar ao Ministerio huma organisação mais adaptada ás condições do Systema Representativo: Hei por bem crear hum Presidente do Conselho dos Ministros; cumprindo ao dito Conselho organisar o seu Regulamento, que será submettido á Minha Imperial Approvação. Francisco de Paula Sousa e Mello, do Meu Conselho d'Estado, Ministro e Secretario d'Estado dos Negocios do Imperio, o tenha assim entendido, e faça executar. Palacio do Rio de Janeiro em vinte de Julho de mil oitocentos quarenta e sete, vigesimo sexto da Independencia e do Imperio.
Com a Rubrica de Sua Magestade o Imperador.

Francisco de Paula Sousa e Mello.— Decreto nº 523, de 20 de Julho de 1847 
O decreto se encaixa no contexto de domínio liberal após o Golpe da Maioridade de 1840, que deu início ao Segundo Reinado. Em uma tentativa de liberalização da política nacional que tinha raízes no Ato Adicional de 1834, a criação do novo cargo buscava modernizar o sistema político brasileiro, descentralizando o poder e transformando o Império, então uma monarquia constitucional, em uma monarquia parlamentarista moderna, embora o presidente do Conselho de Ministros continuasse refém da forte influência da Coroa e da instabilidade do parlamento.
A medida, ainda, serviu de inspiração para a recriação do cargo em 1961 (Emenda Constitucional nº 4), já no século XX, durante a fase parlamentarista do Governo João Goulart, no contexto da Quarta República Brasileira, sendo novamente extinto em 1963.